# Cerneux
 Cerneux  es una población y comuna francesa, en la región de Isla de Francia, departamento de Sena y Marne, en el distrito de Provins y cantón de Villiers-Saint-Georges.

## Demografía
| 309 | 275 | 223 | 191 | 243 | 278 |
| Para los censos de 1962 a 1999 la población legal corresponde a la población sin duplicidades (Fuente: INSEE [Consultar]) |     |     |     |     |     |